# Neue Richtervereinigung
Die Neue Richter*innenvereinigung (NRV) ist ein Interessenverband von Richtern und Staatsanwälten in Deutschland. Er ist ein eingetragener Verein auf Bundesebene, der in Landesverbände geteilt ist. Der Sitz des Vereins ist in Frankfurt am Main; das Bundesbüro befindet sich in Berlin. Sie ist Mitglied bei „MEDEL“, einem europäischen Dachverband ähnlich orientierter Vereinigungen von Richtern und Staatsanwälten.
Die Neue Richtervereinigung vertritt die Ansicht, dass die Ausübung des Amtes als Richter oder Staatsanwalt immer eine gesellschaftspolitische Relevanz habe und daher politisch sei. Daher tritt sie nach eigenen Angaben für „Demokratie, Menschenrechte und die Bewahrung der natürlichen Lebensgrundlagen“ ein. Sie sieht ein „Demokratiedefizit“ in dem Umstand, dass viele wesentliche Entscheidungen über die Justizangehörigen durch die Verwaltung getroffen werden (Ausbildung, Einstellung, Beförderung). Sie fordert eine „möglichst hierarchiefreie Justizstruktur als eigenständige dritte Staatsgewalt“ sowie eine „organisatorische Eigenständigkeit - Autonomie - der Judikative“ und hat dafür im Jahre 2011 ein umfängliches Paket konkreter Gesetzentwürfe vorgelegt. Dieses sah eine Änderung des Grundgesetzes sowie zahlreicher anderer Gesetze vor.
Der Verband hat rund 560 Mitglieder in allen Gerichtsbarkeiten und Regionen Deutschlands und damit wesentlich weniger als der Deutsche Richterbund. Bei geheimen Wahlen zur Besetzung justizinterner Gremien (Richter- oder Staatsanwaltsrat, Gerichtspräsidium, Präsidialrat) sollen sie jedoch bereits erfolgreich konkurriert haben.
Sprecherin des Bundesvorstands der Neuen Richtervereinigung ist Tanja Keller sowie Sven Kersten.